# Appius Claudius Caecus
Appius Claudius Caecus ("Appius Claudius de Blinde", ca. 340 v.Chr.-273 v.Chr.) was een Romeinse politicus uit de gens Claudia een rijke familie van patriciërs van Sabijnse afkomst.
Hij was een censor in 312 v.Chr. tijdens de Tweede Samnitische Oorlog. Hij zocht steun van de lagere klassen door het mogelijk te maken voor zonen van bevrijde slaven om lid te worden van de Senaat, en met de uitbreiding van de stemrechten voor mannen uit stammen van het platteland, die zelf geen land bezaten. Tijdens de oorlog pleitte hij voor stichting van Romeinse kolonies in heel Latium en Campania als fortificaties tegen de Samnieten in het zuidoosten en Etrusken in het noordwesten. In 296 v.Chr. beloofde hij een tempel aan Bellona, godin van de krijgskunst, voor haar steun tijdens het conflict.
Gedurende zijn tijd als censor bouwde hij de Via Appia, een belangrijke en beroemde weg tussen Rome en Capua, evenals de eerste aquaduct in Rome, de Aqua Appia. Hij publiceerde tevens voor het eerst een lijst van juridische procedures en de juridische kalender. De exclusieve kennis hierover was voorheen toebedeeld aan de "pontifices", de priesters. Hij hield zich ook bezig met literatuur en retoriek en introduceerde hervormingen in de Latijnse orthografie.
Later diende hij tweemaal als consul, in 307 v.Chr. en 296 v.Chr., en in 292 v.Chr. en 285 v.Chr. was hij benoemd tot dictator. In 280 v.Chr., nadat hij blind geworden was (volgens Livius door een vloek), gaf hij een beroemde rede tegen Cineas, een gezant van Pyrrhus van Epirus, waarin hij duidelijk maakte dat Rome zich nooit zou overgeven. Dit is de eerste beschrijving van een politieke rede in het Latijn, en is de bron van het spreekwoord "iedere man is de architect van zijn eigen lot".
Appius Claudius Caecus wordt gebruikt in Cicero's Pro Caelio als een strenge en afkeurende voorouder van Clodia. Cicero spreekt over Caecus in een vernietigend prosopopee, waarin hij in toorn ontstoken is over haar associatie met Caelius, een middelmatig lid van de equestrische klasse, in plaats van de hogere patricische klasse. Caecus' verdiensten, zoals het bouwen van de Via Appia en de Aqua Appia, noemt Cicero bezoedeld door Clodia's acties.
Zijn zoon was de consul Publius Claudius Pulcher, zijn kleinzoon was de consul Appius Claudius Caudex
Zie ook:
gens Claudia